# 퀘스트 (비디오 게임 용어)
퀘스트(Quest) 또는 미션(mission)는 롤플레잉 게임에서 주인공이 NPC로부터 하달 받는 일종의 임무를 뜻한다. 퀘스트의 내용은 주로 특정 몬스터를 상대해 이기는 것이나 특정 아이템을 획득하는 등등이 있다. 퀘스트를 완료하는 경우 해당 퀘스트를 하달한 캐릭터에게 그에 대한 대가나 보상을 받는다.
플레이어가 제어하는 캐릭터, 파티 또는 캐릭터 그룹이 보상을 얻기 위해 완료할 수 있는 비디오 게임의 작업이다. 퀘스트는 롤플레잉 게임과 대규모 멀티플레이어 온라인 게임에서 가장 흔히 볼 수 있다. 보상에는 아이템 또는 게임 내 통화와 같은 전리품, 새로운 수준의 위치 또는 영역에 대한 액세스, 새로운 기술 및 능력을 배우기 위한 캐릭터의 경험치 증가 또는 위의 조합이 포함될 수 있다.
퀘스트에는 무언가를 수집하고 어딘가로 운반하는 것과 같은 하나 이상의 임무가 포함될 수 있다. 퀘스트를 함께 연결하여 퀘스트 시리즈 또는 체인을 형성할 수 있다. 이러한 방식으로 퀘스트는 플레이어에게 캐릭터가 있는 설정에 대한 추가 배경을 제공하는 데 사용된다. 이 메커니즘은 또한 게임에 있을 수 있는 스토리나 플롯을 진행하는 데 사용된다.
많은 유형의 퀘스트를 "사이드퀘스트"(sidequest)라고 한다. 메인 플롯에서 벗어나 게임을 완료하는 데 필요하지 않은 퀘스트이다.

## 같이 보기
- 맥거핀
- 비선형 게임플레이